# FK Sloga Jugomagnat
FK Sloga Jugomagnat (macedoniană: ФК Слога Југомагнат) este o echipă de fotbal din Skopje, Macedonia. În prezent activează în Prima Ligă Macedoniană.

## Palmares
Prima Ligă (Macedonia): 3
- 1999
- 2000
- 2001

Cupa Macedoniei: 3
- 1996
- 2000
- 2004

## Sloga înEuropa
- Q = calificări
- 1Q = prima rundă / 2Q = a doua rundă / 3Q = a treia rundă

| Sezon   | Competiție            | Rundă |                   | Club                | Scor     |
| ------- | --------------------- | ----- | ----------------- | ------------------- | -------- |
| 1996/97 | Cupa Cupelor UEFA     | Q     | Ungaria           | Budapest Honvéd FC  | 0-1, 0-1 |
| 1997/98 | Cupa Cupelor UEFA     | Q     | Croația           | NK Zagreb           | 1-2, 0-2 |
| 1998/99 | Cupa UEFA             | 1Q    | România           | FC Otelul Galati    | 0-3, 1-1 |
| 1999/00 | UEFA Champions League | 1Q    | Azerbaidjan       | FK Gäncä            | 1-0, 1-2 |
|         |                       | 2Q    | Danemarca         | Brøndby IF          | 0-1, 0-1 |
| 2000/01 | UEFA Champions League | 1Q    | Republica Irlanda | Shelbourne FC       | 0-1, 1-1 |
| 2001/02 | UEFA Champions League | 1Q    | Lituania          | FBK Kaunas          | 0-0, 1-1 |
|         |                       | 2Q    | România           | FC Steaua București | 0-3, 1-2 |
| 2004/05 | Cupa UEFA             | 1Q    | Cipru             | AC Omonia           | 0-4, 1-4 |

## Lotul de jucători
| Nr. |                   | Poziție | Jucător          |
| --- | ----------------- | ------- | ---------------- |
| 1   | Macedonia de Nord | P       | Blerim Guxhufi   |
| 12  | Macedonia de Nord | P       | Burhan Mustafa   |
| 2   | Macedonia de Nord | F       | Xhunejt Sali     |
| 5   | Macedonia de Nord | F       | Senad Muminović  |
|     | Macedonia de Nord |         | Leonard Kalaba   |
| 3   | Macedonia de Nord | F       | Emir Adem        |
| 15  | Macedonia de Nord | F       | Arjan Shiroki    |
| 6   | Macedonia de Nord | F       | Kujtim Salihu    |
| 18  | Macedonia de Nord | M       | Emir Shabani     |
| 8   | Macedonia de Nord | M       | Shaban Sulejmani |
| 10  | Macedonia de Nord | M       | Armend Nedžipi   |

| Nr. |                   | Poziție | Jucător         |
| --- | ----------------- | ------- | --------------- |
| 7   | Macedonia de Nord | M       | Ernest Osmani   |
| 14  | Macedonia de Nord | M       | Ermedin Adem    |
| 20  | Macedonia de Nord | M       | Yasin Sulejmani |
| 19  | Macedonia de Nord | A       | Osman Ljuta     |
| 21  | Macedonia de Nord | A       | Faruk Guri      |
| 22  | Macedonia de Nord | A       | Afrim Abdullahu |
| 11  | Macedonia de Nord | A       | Bunjamin Asani  |
| 23  | Macedonia de Nord | A       | Mendim Shabani  |
| 24  | Macedonia de Nord | A       | Fitim Ramadani  |